# Nazionale femminile di pallacanestro del Vietnam
La nazionale femminile di pallacanestro del Vietnam è la rappresentativa cestistica del Vietnam ed è posta sotto l'egida della Federazione cestistica del Vietnam.

## Piazzamenti

### Campionati asiatici
- 1970 - 9°
- 1974 - 7°
- 2007 - 10°

## Formazioni
Campionato asiatico femminile di pallacanestro 20074 Le Thi, 5 Le Thi, 6 Tham Thi, 7 Truong Nguyen, 8 Nguyen Thi, 9 Dao Thi, 10 Nguyen Thi, 11 Cho Thi, 12 Nguyen Thi, 13 Nguyen Thi, 14 Nguyen Thi, 15 Trat Thi,        All. -